# Смешанная парная сборная Нигерии по кёрлингу
Смешанная парная сборная Нигерии по кёрлингу — смешанная национальная сборная команда (составленная из одного мужчины и одной женщины), представляет Нигерию на международных соревнованиях по кёрлингу. Управляющей организацией выступает Федерация кёрлинга Нигерии (англ. Nigeria Curling Federation, Curling Nigeria).

## Результаты выступлений

### Чемпионаты мира
| Год       | Место          | Игры           | Победы         | Поражения      | Состав (женщина, мужчина, тренер)                                             |
| --------- | -------------- | -------------- | -------------- | -------------- | ----------------------------------------------------------------------------- |
| 2008—2018 | не участвовали | не участвовали | не участвовали | не участвовали | не участвовали                                                                |
| 2019      | 47             | 7              | 1              | 6              | Susana Cole, Tijani Cole, Эллери Робишо (тренер), Jeanette Robichaud (тренер) |

(данные отсюда:)

### Квалификационные турниры кчемпионатам мира
| Год       | Место | Игры | Победы | Поражения | Состав (женщина, мужчина, тренер)               |
| --------- | ----- | ---- | ------ | --------- | ----------------------------------------------- |
| 2019/2020 | 28    | 6    | 0      | 6         | Susana Cole, Tijani Cole                        |
| 2022/2023 | 23    | 5    | 0      | 5         | Susana Cole, Tijani Cole, Vicky Gumley (тренер) |